# Magno Alves
Magno Alves de Araújo, detto Magno Alves (Aporá, 13 gennaio 1976), è un ex calciatore brasiliano, di ruolo attaccante.

## Caratteristiche tecniche
Gioca come attaccante, e si distingue per l'elevata media-gol nelle competizioni nazionali brasiliane (0,51 gol a partita tra campionato e coppa del Brasile).

## Carriera

### Club
Magno Alves si impose all'attenzione nazionale in Brasile nel 1998, quando fu messo sotto contratto dal Fluminense insieme al Criciúma per il Torneio Rio-São Paulo di quell'anno, rivelandosi uno dei migliori della competizione, specialmente in coppia con Roni. Durante la Copa João Havelange segnò 20 gol di cui cinque solo nella partita contro il Santa Cruz, vinta per 6-1 dalla sua squadra.
Nel 2001 fu nuovamente il miglior marcatore del club con 11 gol, arrivando anche ad essere convocato in Nazionale. Con il tricolor carioca vinse il Campeonato Brasileiro Série C nel 1999 e il Campionato Carioca nel 2002, segnando un totale di 111 gol in 265 presenze, decimo miglior marcatore nella storia della società di Rio de Janeiro. Dopo un breve passaggio nella K-League con il Jeonbuk Motors, Magno Alves passò all'Oita Trinita in J League. Nel 2006 passò ai campioni giapponesi in carica del Gamba Osaka, per rimpiazzare Araújo, che aveva lasciato il club per motivi familiari. Ha firmato poi per l'Al-Ittihad, in Arabia Saudita, e successivamente per l'Umm-Salal. Nel 2010 torna in Brasile con il Ceará per disputare il Brasileirão 2010.
Il 22 dicembre 2010 firma un contratto annuale con l'Atletico Mineiro.

### Nazionale
Ha giocato 3 partite per il Brasile, venendo incluso tra i convocati per la Confederations Cup 2001.

## Palmarès

### Club

#### Competizioni statali
- Copa Rio (coppa statale): 1

Fluminense: 1998
- Campionato Carioca: 1

Fluminense: 2002
- Campionato Mineiro: 1

Atletico Mineiro: 2012
- Campionato Cearense: 1

Ceará: 2013, 2014, 2017

#### Competizioni nazionali
- Campeonato Brasileiro Série C: 1

Fluminense: 1999
- Coppa di Corea del Sud: 1

Jeonbuk: 2003
- Coppa J.League: 1

Gamba Osaka: 2007
- Supercoppa del Giappone: 1

Gamba Osaka: 2007
- Lega saudita professionistica: 1

Al-Ittihad: 2007
- Coppa dello Sceicco Jassem: 1

Umm Salal: 2009

#### Competizioni regionale
- Copa do Nordeste: 1

Ceará: 2015

### Individuale
- Capocannoniere della J League: 1

2006 (26 gol, con Washington Stecanela Cerqueira)
- Capocannoniere della AFC Champions League: 1

2006 (9 gol)
- Capocannoniere del Campionato qatariota: 1

2008-2009 (25 gol)
- Capocannoniere della Copa do Nordeste: 1

2014 (8 reti)